# Ejakulat

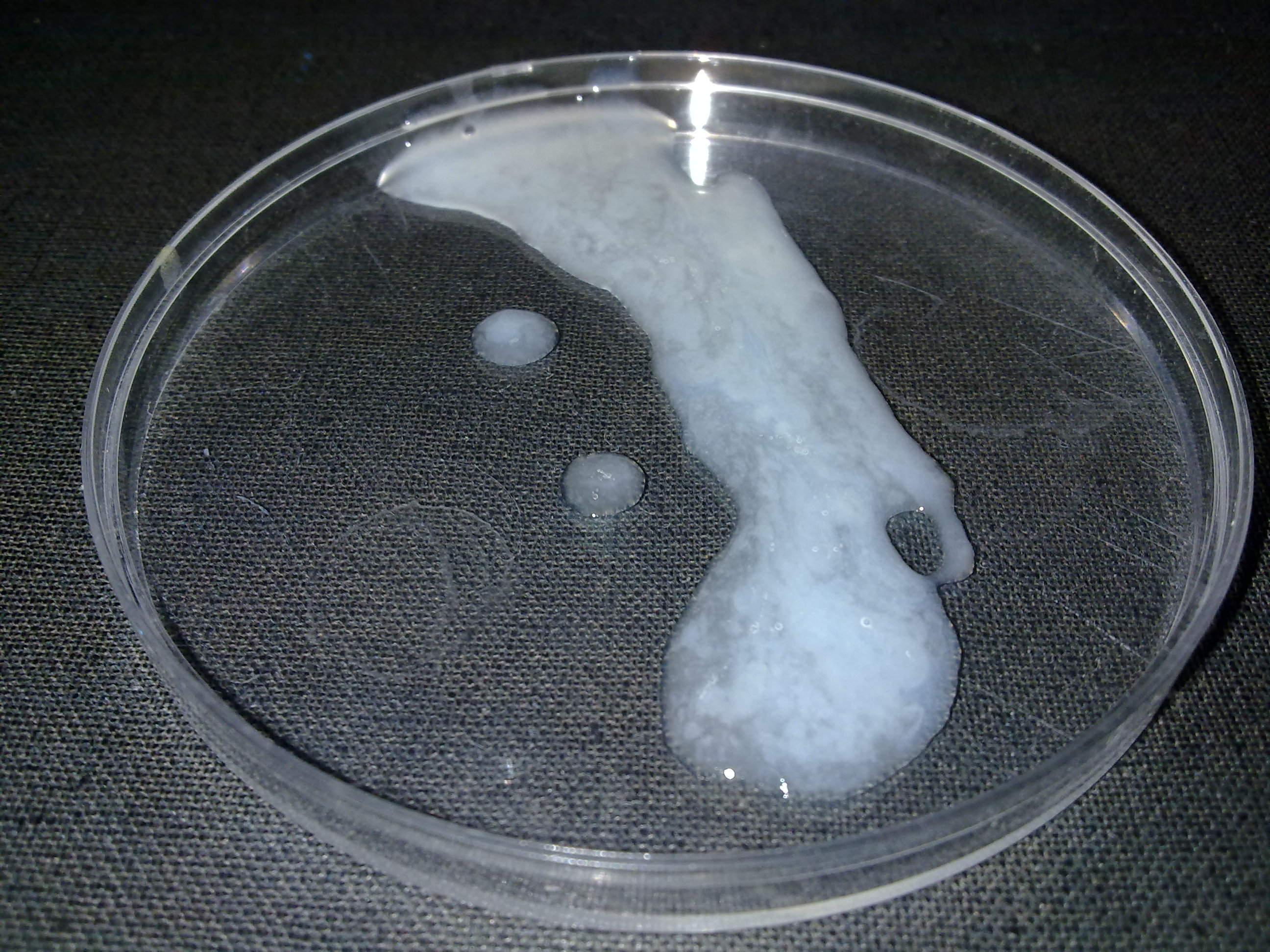
Menschliches Ejakulat in Petrischale

Ejakulat bezeichnet je nach Definition des Begriffs Ejakulation den durch einen Orgasmus verursachten Auswurf (Sekretion) eines männlichen Pubertierenden oder geschlechtsreifen Mannes entweder mit oder gegebenenfalls auch ohne Anwesenheit von Spermien. Der Begriff wird auch für die Samenflüssigkeit von anderen Säugetieren verwendet, bei denen die biologischen Prozesse ähnlich verlaufen.

## Beim Mann

### Präpubertär
Da bei manchen Jungen schon vor der Pubertät von den akzessorischen Geschlechtsdrüsen insbesondere die Prostata in der Lage sein kann, bei entsprechender Stimulation ein Sekret zu bilden, ist es bei Jungen schon im Kindesalter möglich, dass schon ein oder mehrere Jahre vor der Geschlechtsreife bei einem Orgasmus eine – wenn auch sehr geringe – Ausscheidung von überwiegend Prostatasekret stattfindet. Das ausgeschiedene Ejakulat besteht dabei allein aus Sekreten (Seminalplasma) ohne Anwesenheit von Spermien, da in den Hoden zu diesem Zeitpunkt in aller Regel noch keine Spermien gebildet werden.

### Postpubertär
In der Pubertät setzt normalerweise die Spermienbildung ein (Spermarche). Danach ist bei einem gesunden geschlechtsreifen Mann eine Ejakulation ein „Samenerguss“ und das Ejakulat ist gleichbedeutend mit Sperma.
Eine Azoospermie kann beispielsweise durch verschiedene Erkrankungen wie eine Degeneration der Hodenkanälchen (Tubuli seminiferi) oder durch eine absichtliche Samenleiterdurchtrennung bei Sterilisation verursacht werden. Eine Anorchie kann angeboren, oder die Folge einer bilateralen Orchiektomie sein. Dennoch kann es einen physiologisch nach wie vor ungestörte Vorgang eines Ergusses von Seminalplasma beim Erreichen eines Orgasmus geben, gegebenenfalls unter Hormonersatztherapie. Von Medizinern wird auch dieser Erguss als Ejakulation bezeichnet. Ein derart zustande gekommenes Ejakulat besteht jedoch nur aus Sekreten ohne Anwesenheit von Spermien.

## Bei der Frau
Da bei etwa einem Drittel der Frauen, und auch bei diesen nur unregelmäßig, beim Erreichen eines Orgasmus eine Freisetzung von Sekreten der Paraurethraldrüse auftritt, wird dieser Vorgang gelegentlich im Sinne von samenloser Erguss als weibliche Ejakulation und diese Ausscheidung dann auch als weibliches Ejakulat bezeichnet.